# Diplycosia pseudorufescens
Diplycosia pseudorufescens är en ljungväxtart som beskrevs av Herman Otto Sleumer. Diplycosia pseudorufescens ingår i släktet Diplycosia och familjen ljungväxter. Utöver nominatformen finns också underarten D. p. elliptifolia.